# Leszno (Przasnysz)
Pour les articles homonymes, voir Leszno (homonymie).
Leszno (prononciation : [ˈlɛʂnɔ]) est un village polonais de la gmina de Przasnysz dans le powiat de Przasnysz de la voïvodie de Mazovie dans le centre-est de la Pologne.
Il se situe à environ 5 kilomètres au sud-est de Przasnysz (siège de le powiat et de la gmina) et à 86 kilomètres au nord de Varsovie (capitale de la Pologne).
Le village compte approximativement une population de 800 habitants.

## Histoire
De 1975 à 1998, le village appartenait administrativement à la voïvodie d'Ostrołęka.